# Occidenchthonius kemza
Espèce
Synonymes
- Chthonius kemza Ćurčić, Lee & Makarov, 1993

Occidenchthonius kemza est une espèce de pseudoscorpions de la famille des Chthoniidae.

## Distribution
Cette espèce est endémique de Serbie. Elle se rencontre dans la grotte Pećina u Kožuvarskoj Glami à Novo Korito.

## Description
Le mâle holotype mesure 1,67 mm.

## Systématique et taxinomie
Cette espèce a été décrite sous le protonyme Chthonius kemza par Ćurčić, Lee et Makarov en 1993. Elle est placée dans le genre Ephippiochthonius par Zaragoza en 2017 puis dans le genre Occidenchthonius par Turbanov et Kolesnikov en 2023.

## Publication originale
- Ćurčić, Lee & Makarov, 1993 : « New and little-known cavernicolous species of Chthoniidae and Neobisiidae (Pseudoscorpiones, Arachnida) from Serbia. » Contributions to Zoology, vol. 62, no 3, p. 167-178.